# Biggles
Pour l’article homonyme, voir Biggles (film).
Biggles est un personnage de romans, créé par William Earl Johns. La série touche plusieurs genres populaires : le récit de guerre, le roman d'aventures et les romans policier et d'espionnage. Ses aventures ont été adaptées en bande dessinée 60 ans après sa création, et au cinéma en 1986 en un film homonyme.
C'est un aviateur apparu pour la première fois dans le récit The White Fokker, publié dans le premier numéro de Popular Flying magazine. La première collection des histoires de Biggles, The Camels are coming, a été publiée en 1932. Biggles est un héros intemporel : il a 20 ans en 1918 dans le Royal Flying Corps et 25 ans en 1940 dans la Royal Air Force.

## Biographie fictive
James Bigglesworth, alias Biggles, est né en 1899 aux Indes. Il rejoint le Royal Flying Corps durant la première Guerre Mondiale, alors qu'il n'a que 17 ans, et y devient Flight Commander (chef d’escadrille). Lorsque la seconde Guerre mondiale éclate, il rejoint la Royal Air Force. Ensuite il devient « détective de l'air » effectuant des missions toujours en relation avec l'aviation.
Il est toujours accompagné de ses amis Ginger (Ginger Hebbelthwaite), Algy (Algernon Montgomery Lacey) et Bertie (Lord Bertie Lissie). Il alterne des missions de police de l'air avec des missions de guerre dans Le Bal des Spitfire et Squadron Biggles, qui est la suite logique du premier.

## Nouvelles

### Recueils en anglais
Les éditions originales ont été publiées par Brockhampton Press (en), puis par Hodder & Stoughton. Les rééditions sont publiées par Red Fox, une division de Random House.
1. The Camels Are Coming (1932)
2. The Cruise of the Condor (1933)
3. Biggles of the Camel Squadron (1934), aussi titré Biggles of the Fighter Squadron
4. Biggles Flies Again (1934)
5. Biggles Learns to Fly (1935)
6. The Black Peril (1935)
7. Biggles Flies East (1935)
8. Biggles Hits the Trail (1935)
9. Biggles in France (1935)
10. Biggles & Co (1936)
11. Biggles in Africa (1936)
12. Biggles – Air Commodore (1937)
13. Biggles Flies West (1937)
14. Biggles Flies South (1938)
15. Biggles Goes to War (1938)
16. The Rescue Flight (1939)
17. Biggles in Spain (1939)
18. Biggles Flies North (1939)
19. Biggles – Secret Agent (1940)
20. Biggles in the Baltic (1940)
21. Biggles in the South Seas (1940)
22. Biggles Defies the Swastika (1941)
23. Biggles Sees It Through (1941)
24. Spitfire Parade (1941)
25. Biggles in the Jungle (1942)
26. Biggles Sweeps the Desert (1942)
27. Biggles – Charter Pilot (1943)
28. Biggles in Borneo (1943)
29. Biggles Fails to Return (1943)
30. Biggles in the Orient (1945)
31. Biggles Delivers the Goods (1946)
32. Sergeant Bigglesworth CID (1947)
33. Biggles’ Second Case (1948)
34. Biggles Hunts Big Game (1948)
35. Biggles Takes a Holiday (1948)
36. Biggles Breaks the Silence (1949)
37. Biggles Gets His Men (1950)
38. Another Job for Biggles (1951)
39. Biggles Goes to School (1951)
40. Biggles Works It Out (1952)
41. Biggles Takes the Case (1952)
42. Biggles Follows On (1952)
43. Biggles – Air Detective (1952)
44. Biggles and the Black Raider (1953)
45. Biggles in the Blue (1953)
46. Biggles in the Gobi (1953)
47. Biggles of the Special Air Police (1953)
48. Biggles Cuts It Fine (1954)
49. Biggles and the Pirate Treasure (1954)
50. Biggles Foreign Legionnaire (1954)
51. Biggles Pioneer Air Fighter (1954)
52. Biggles in Australia (1955)
53. Biggles’ Chinese Puzzle (1955)
54. Biggles of 266 (1956)
55. No Rest for Biggles (1956)
56. Biggles Takes Charge (1956)
57. Biggles Makes Ends Meet (1957)
58. Biggles of the Interpol (1957)
59. Biggles on the Home Front (1957)
60. Biggles Presses On (1958)
61. Biggles on Mystery Island (1958)
62. Biggles Buries a Hatchet (1958)
63. Biggles in Mexico (1959)
64. Biggles’ Combined Operation (1959)
65. Biggles at the World’s End (1959)
66. Biggles and the Leopards of Zinn (1960)
67. Biggles Goes Home (1960)
68. Biggles and the Poor Rich Boy (1960)
69. Biggles Forms a Syndicate (1961)
70. Biggles and the Missing Millionaire (1961)
71. Biggles Goes Alone (1962)
72. Orchids for Biggles (1962)
73. Biggles Sets a Trap (1962)
74. Biggles Takes It Rough (1963)
75. Biggles Takes a Hand (1963)
76. Biggles’ Special Case (1963)
77. Biggles and the Plane That Disappeared (1963)
78. Biggles Flies to Work (1963)
79. Biggles and the Lost Sovereigns (1964), aussi titré Biggles and the Lost Treasure
80. Biggles and the Black Mask (1964)
81. Biggles Investigates (1964)
82. Biggles Looks Back (1965)
83. Biggles and the Plot That Failed (1965)
84. Biggles and the Blue Moon (1965)
85. Biggles Scores a Bull (1965)
86. Biggles in the Terai (1966)
87. Biggles and the Gun Runners (1966)
88. Biggles Sorts It Out (1967)
89. Biggles and the Dark Intruder (1967)
90. Biggles and the Penitent Thief (1967)
91. Biggles and the Deep Blue Sea (1967)
92. The Boy Biggles (1968)
93. Biggles in the Underworld (1968)
94. Biggles and the Little Green God (1969)
95. Biggles and the Noble Lord (1969)
96. Biggles Sees Too Much (1970)
97. Biggles in Antartic (1970)
98. Biggles Does Some Homework (1997)
99. Biggles Air Ace: The Uncollected Stories (1999)

### Recueils en français
Le premier éditeur est Les Presses de la Cité dans les collections « Captain W.E. Johns » (1946–1964), puis « Spirale » (1967–1970). Parallèlement, Arthaud publie lui aussi les aventures de Biggles dans la collection « Les amis des jeunes » (1947–1953). L’éditeur belge Claude Lefrancq reprend le flambeau entre 1991 et 1996 ; après sa faillite, Ananké, maison d’édition spécialiste de Bob Morane et dirigée par Claude Lefrancq, publie en 2001–2002 une intégrale et des rééditions.

#### Éditions Presses de la Cité
Collection « Captain W.E. Johns » (classement dans l’ordre de numérotation de la collection)
1. Corsaires du Pacifique (1946)
2. Le Bal des Spitfires (1949)
3. Le Cygne jaune (1948)
4. Le Trésor des flibustiers (1948)
5. Pirates au pôle Sud (1948)
6. Le Mystère des avions disparus (1946)
7. Jusqu’au bout (1949)
8. Mission en Catalogne (1949)
9. Biggles dans les mers du Sud (1949)
10. Biggles à Bornéo (1949)
11. Biggles joue le grand jeu (1949)
12. Biggles et Cie (1949)
13. Biggles au Tibet (1949)
14. Biggles au grand Nord (1949)
15. Biggles en Afrique (1950)
16. Biggles s’en va-t-en guerre (1950)
17. Combattants du ciel (1950)
18. Biggles en permission (1950)
19. De l’or en barre (1950)
20. Biggles en danger (1950)
21. Biggles en Arabie (1950)
22. Détective de l’air (1951)
23. Biggles s’en mêle (1951)
24. Rendez-vous en Extrême-Orient (1948)
25. Biggles dans le désert (1951)
26. Biggles porté manquant (1951)
27. Les Exploits de Biggles (1952)
28. Biggles reprend le manche (1952)
29. Biggles en croisière (1952)
30. Biggles entre en scène (1952)
31. Biggles à la dérive (1952)
32. Biggles chez l’ennemi (1953)
33. Biggles en France (1952)
34. Biggles court le risque (1953)
35. Biggles pilote de chasse (1952)
36. Biggles en Corée (1953)
37. Biggles et l’éléphant noir (1953)
38. Biggles à la Jamaïque (1953)
39. Biggles en Mongolie (1954)
40. Huit affaires pour Biggles (1954)
41. Biggles autour du monde (1955)
42. Biggles dans la légion (1955)
43. Biggles et le puzzle chinois (1955)
44. Biggles en Australie (1955)
45. Biggles l’échappée belle (1955)
46. Biggles jeune pilote (1956)
47. Biggles fait ses premières armes (1956)
48. Biggles encore à l’ouvrage (1956)
49. Biggles en Sologne (1956)
50. Biggles et Scotland Yard (1956)
51. Biggles à Soho (1957)
52. Biggles touche au but (1957)
53. Biggles cherche et trouve (1957)
54. L’Île mystérieuse de Biggles (1958)
55. Biggles enterre la hache de guerre (1958)
56. Biggles au Mexique (1959)
57. Biggles et l’Interpol (1959)
58. Biggles dans les Highlands (1961)
59. Les Héros de Biggles (1961)
60. Biggles aux Indes (1961)
61. Biggles au Pérou (1962)
62. Biggles mène l’enquête (1962)
63. Biggles cherche fortune (1962)
64. Biggles chasse le millionnaire (1962)
65. Biggles se fâche (1963)
66. Biggles s’en mêle (1963)
67. Biggles et la police de l’air

- hors-série : Biggles au Cap Horn (1960)
- hors-série : Biggles et les hommes léopards (1960)

#### Collection Spirale
- Biggles et le masque noir (1967)
- Biggles en Bohème (1967)
- Biggles dans la jungle (1968)
- Biggles et la cargaison perdue (1969)
- Biggles dans les sables maudits (1970)

#### Arthaud
Collection « Les Amis des jeunes » :
1. Biggles en Norvège (1948)
2. Biggles dans la jungle (1949)
3. Biggles en Égypte (1950)
4. Biggles agent secret (1950)
5. Biggles dans la Baltique (1951)
6. Biggles dans l’océan Indien (1953)

#### Lefrancq
Collection « D’aventure » :
- L’Oiseau de nuit (1991)

Collection « En poche » :
- Biggles agent secret (1996)
- Biggles dans la jungle (1996)
- Biggles et Cie (1996)

Collection « Volumes » :
- Biggles 1 : La Seconde Guerre mondiale (1994)
  - Biggles dans la Baltique
  - Biggles défie la croix gammée
  - Biggles va jusqu’au bout
  - Biggles porté manquant
  - Biggles en Orient
- Biggles 2 (1996)
  - Biggles et Cie
  - Biggles en Égypte
  - Biggles va-t-en guerre
  - Biggles agent secret
  - Biggles dans la jungle

#### Ananké
L’intégrale no 1 (2001) :
- L’Enfance de Biggles
- Biggles à l’école
- Biggles élève pilote
- Biggles et le Squadron Camel
- Les Étrennes de Biggles
- L’Arbre de Noël de Biggles
- Biggles et le joker
- Biggles en excursion nocturne
- Les Novices
- L’Avion noir
- Tout va bien
- Mossyface

L’intégrale no 2 (2001) :
- Biggles en France
- Biggles chez l’ennemi
- Biggles combattant du ciel
- Biggles pilote de chasse
- L’As de pique
- Le Cirque de Biggles
- La Folle Nuit de Biggles
- Biggles mord à l’appat
- La Piste du chien blanc
- Château-fort et faux billets
- Quelques jalons de la conquête de l’air
- Dispute de noce

Les Presses d’Ananké (fac-similés des deux derniers nos  des Presses de la Cité) :
- Biggles s’en mêle (2002)
- Biggles et la police de l’air (2002)

## Albums de bande dessinée
Nouvelle série créée par différents auteurs et dessinateurs.

### Lefrancq
1. Le Cygne jaune, scénario et dessin Francis Bergèse (collection « B.D. Évasion » no 2, 1990)
2. Les Pirates du pôle sud, scénario et dessin Francis Bergèse (collection « B.D. Évasion » no 7, 1991)
3. Le Bal des Spitfire, scénario et dessin Francis Bergèse (collection « B.D. Évasion » no 12, 1992)
4. Biggles raconte : La Bataille d’Angleterre[note 1], scénario Bernard Asso, dessin Francis Bergèse (collection « B.D. Évasion » no 18, 1993)
5. Le Vol du Wallenstein, scénario Michel Oleffe, dessin Éric Loutte (1994)
6. Squadron Biggles, scénario et dessin Francis Bergèse (1994)
7. Le Dernier Zeppelin, scénario Michel Oleffe, dessin Éric Loutte (1995)
8. Biggles raconte : La Bataille de France, scénario et dessin Daniel Chauvin (1995)

Série Archives Biggles :
1. Biggles dans la jungle / Biggles en Extrême-Orient, scénario et dessin Willy Vandersteen (1995)

### Miklo
1. Le Cygne jaune (réédition, 1998)
2. Les Pirates du pôle sud (réédition)
3. Le Bal des Spitfire (réédition, 1998)
4. Biggles raconte : La Bataille d’Angleterre (réédition, 1998)
5. Le Vol du Wallenstein (réédition, 1998)
6. Squadron Biggles (réédition)
7. Le Dernier Zeppelin (réédition, 1999)
8. Biggles raconte : La Bataille de France (réédition, 1998)
9. La 13e Dent du Diable, scénario Michel Oleffe, dessin Éric Loutte (1997)
10. Biggles raconte : La Bataille des Malouines[note 2], scénario Bernard Asso et Joël Rideau, dessin Marcel Uderzo et Daniel Chauvin (1997)
11. L’Épée de Wotan, scénario Michel Oleffe, dessin Éric Loutte (1998)
12. Biggles raconte : Roland Garros, scénario Jean-Pierre Lefèvre-Garros, dessin Marcel Uderzo (1998)
13. Neiges mortelles, scénario Michel Oleffe, dessin Éric Loutte (1999)
14. Biggles alias W.E. Johns - L’Album du centenaire, collectif (2000)
15. L’Oasis perdue 1, scénario Michel Oleffe, dessin Frank Leclercq (2000)
16. (annoncé, non paru)
17. Pilote de la R.A.F.[note 3], scénario Bernard Asso et Francis Bergèse, dessin Francis Bergèse (2001)
18. L’Oasis perdue 2, scénario Michel Oleffe, dessin Frank Leclercq (2001)

Série Biggles héritage :
1. Biggles contre le Dr Zanchu, scénario Ron Embleton, dessin Mike Western (2002)
2. Sabotage à Canberra, scénario Ron Embleton, dessin Mike Western (2003)
3. Le Vol du Condor, scénario et dessin Pat Williams (2004)
4. Biggles en danger, scénario et dessin Roger Melliès (2006)
5. Biggles dans le désert, scénario et dessin Roger Melliès

Hors-série : Le Grand Cirque, scénario d’après Pierre Clostermann, dessin Christian Mathelot (2003)
Série Biggles présente, rebaptisée Airfiles :
1. 16 avions de chasse de la IIe guerre mondiale, dessin Francis Bergèse (1998)
2. 18 illustrations aéronautiques, dessin Éric Loutte (2000)
3. Le Grand Cirque 1, scénario d’après Pierre Clostermann, dessin Manuel Pérales (2001)
4. Le Grand Cirque 2, scénario d’après Pierre Clostermann, dessin Manuel Pérales (2002)
5. Le Grand Cirque 3, scénario d’après Pierre Clostermann, dessin Manuel Pérales (2003)
6. Mes avions de papier, dessin Francis Bergèse (2004)
7. Titans du Pacifique, scénario et dessin Christian Mathelot (2005)
8. Héritiers de Guynemer, scénario et dessin Daniel Chauvin (2006)
9. Normandie-Niemen 1, scénario et dessin Manuel Pérales (2005)
10. Normandie-Niemen 2, scénario et dessin Manuel Pérales (2007)
11. Les As de l’aviation, scénario et dessin Frank Brichau (2005)

Hors-série : Les Ailes du cinéma, textes Philippe Durant (2004)

### Le Lombard
1. L’Oasis perdue 1 (réédition annoncée)
2. L’Oasis perdue 2 (réédition annoncée)
3. Le Bal des Spitfire (réédition, 2003)
4. Squadron Biggles (réédition, 2004)
5. Le Cygne jaune (réédition, 2003)
6. Les Pirates du pôle sud (réédition, 2003)
7. Le Vol du Wallenstein (réédition annoncée)
8. La 13e Dent du Diable (réédition, 2003)
9. Le Dernier Zeppelin (réédition, 2003)
10. L’Épée de Wotan (réédition, 2004)
11. Neiges mortelles (réédition, 2003)
12. Feu sur la Provence 1, scénario Michel Oleffe, dessin Éric Loutte (2003)
13. Feu sur la Provence 2, scénario Michel Oleffe, dessin Éric Loutte (2004)
14. Chappal Wadi, scénario Michel Oleffe, dessin Éric Loutte (2006)

Série Biggles raconte :
1. La Bataille d’Angleterre (réédition, 2004)
2. La Bataille de France (réédition, 2004)
3. La Bataille des Malouines (réédition, 2003)
4. Roland Garros (réédition, 2004)
5. Saint-Exupéry, scénario Philippe Durant, dessin Claude Laverdure (2003)[1]
6. Les Frères Wright, scénario Jean-Pierre Lefèvre-Garros, dessin Marcel Uderzo (2005)
7. La Légende du général Leclerc, scénario et dessin Bertrand Guillou (2007)

## Cinéma et T.V.
- Biggles, série télévisée en 44 épisodes de 30 minutes (1960)[2].
- Biggles, film de 1986[3].

## Documentation
- Patrick Gaumer, « Biggles », dans Dictionnaire mondial de la BD, Paris, Larousse, 2010 (ISBN 9782035843319), p. 83-84.
- Jennifer Schofield, Harry Sluyter et al., Biggles alias W.E. Johns : L’Album du centenaire, Miklo, 2000